# 1. Liga (Polen) 2002/03
Die 1. Liga 2002/03 war die 69. Spielzeit der höchsten polnischen Fußball-Spielklasse der Herren seit ihrer Gründung im Jahre 1927. Die Saison begann am 3. August 2002 und endete am 3. Juni 2003 und es nahmen insgesamt sechzehn Vereine an der Saison 2002/03 teil. Nach der Saison wurde die Anzahl der Mannschaften von 16 auf 14 Mannschaften verringert.
Titelverteidiger war Legia Warschau. Aufsteiger aus der zweiten polnischen Liga waren Lech Posen, Wisła Płock (in der Vorsaison unter dem Namen Orlen Płock aufgestiegen) und Szczakowianka Jaworzno.

## Teilnehmer
An der 1. Liga 2002/03 nahmen folgende 16 Mannschaften teil:
| - Amica Wronki - GKS Katowice - Górnik Zabrze - Dyskobolia Grodzisk Wielkopolski - KSZO Ostrowiec Świętokrzyski - Lech Posen - Legia Warschau (Meister 2001/02) - Odra Wodzisław Śląski - Pogoń Stettin - Polonia Warschau - Ruch Chorzów - Szczakowianka Jaworzno - Widzew Łódź - Wisła Krakau (Pokalsieger 2001/02) - Wisła Płock - Zagłębie Lubin |

## Abschlusstabelle
| Pl. | Verein                           | Sp. | S  | U  | N  | Tore    | Diff. | Punkte |
| --- | -------------------------------- | --- | -- | -- | -- | ------- | ----- | ------ |
| 1.  | Wisła Krakau (P)                 | 30  | 21 | 5  | 4  | 075:280 | +47   | 68     |
| 2.  | Dyskobolia Grodzisk Wielkopolski | 30  | 18 | 8  | 4  | 056:260 | +30   | 62     |
| 3.  | GKS Katowice                     | 30  | 19 | 4  | 7  | 039:210 | +18   | 61     |
| 4.  | Legia Warschau (M)               | 30  | 17 | 9  | 4  | 061:290 | +32   | 60     |
| 5.  | Odra Wodzisław Śląski            | 30  | 17 | 5  | 8  | 055:420 | +13   | 56     |
| 6.  | Amica Wronki                     | 30  | 11 | 10 | 9  | 043:340 | +9    | 43     |
| 7.  | Górnik Zabrze                    | 30  | 10 | 11 | 9  | 046:320 | +14   | 41     |
| 8.  | Polonia Warschau                 | 30  | 11 | 8  | 11 | 037:450 | −8    | 41     |
| 9.  | Widzew Łódź                      | 30  | 10 | 7  | 13 | 029:390 | −10   | 37     |
| 10. | Wisła Płock (N)                  | 30  | 10 | 7  | 13 | 029:380 | −9    | 37     |
| 11. | Lech Posen (N)                   | 30  | 8  | 11 | 11 | 043:380 | +5    | 35     |
| 12. | Zagłębie Lubin                   | 30  | 8  | 8  | 14 | 034:440 | −10   | 32     |
| 13. | Szczakowianka Jaworzno (N)       | 30  | 8  | 8  | 14 | 040:540 | −14   | 32     |
| 14. | Ruch Chorzów                     | 30  | 7  | 11 | 12 | 029:390 | −10   | 32     |
| 15. | KSZO Ostrowiec Świętokrzyski     | 30  | 4  | 3  | 23 | 021:630 | −42   | 15     |
| 16. | Pogoń Stettin                    | 30  | 2  | 3  | 25 | 014:770 | −63   | 09     |

| (M) | Polnischer Meister 2001/02    |
| (P) | Pokalsieger 2001/02           |
| (N) | Aufsteiger der Saison 2001/02 |

## Kreuztabelle
| 2002/03 | 2002/03                          | WIS | Dyskobolia Grodzisk Wielkopolski | GKS Katowice | Legia Warschau | Odra Opole | Amica Wronki | Górnik Zabrze | Polonia Warschau | Widzew Łódź | Wisła Płock | Lech Posen | ZAG | Szczakowianka Jaworzno | Ruch Chorzów | KSZO Ostrowiec Świętokrzyski | POG |
| ------- | -------------------------------- | --- | -------------------------------- | ------------ | -------------- | ---------- | ------------ | ------------- | ---------------- | ----------- | ----------- | ---------- | --- | ---------------------- | ------------ | ---------------------------- | --- |
| 1.      | Wisła Krakau                     |     | 1:1                              | 2:0          | 2:1            | 4:0        | 1:1          | 4:0           | 3:0              | 1:0         | 4:0         | 3:2        | 4:1 | 2:2                    | 5:2          | 4:1                          | 3:0 |
| 2.      | Dyskobolia Grodzisk Wielkopolski | 2:0 |                                  | 0:2          | 3:3            | 3:0        | 1:2          | 2:2           | 2:0              | 1:1         | 1:0         | 4:1        | 4:0 | 5:0                    | 1:1          | 1:0                          | 2:0 |
| 3.      | GKS Katowice                     | 1:0 | 0:1                              |              | 1:2            | 2:1        | 1:1          | 2:0           | 2:1              | 1:0         | 2:0         | 1:0        | 1:0 | 4:0                    | 1:0          | 2:1                          | 2:0 |
| 4.      | Legia Warschau                   | 3:2 | 0:2                              | 3:0          |                | 0:0        | 4:3          | 0:0           | 4:1              | 2:0         | 3:0         | 2:0        | 3:1 | 2:1                    | 3:3          | 6:0                          | 0:0 |
| 5.      | Odra Opole                       | 3:2 | 3:1                              | 0:3          | 2:1            |            | 0:3          | 1:3           | 2:2              | 5:1         | 2:0         | 2:1        | 3:0 | 4:0                    | 1:1          | 2:1                          | 3:1 |
| 6.      | Amica Wronki                     | 1:1 | 0:1                              | 0:1          | 1:1            | 0:2        |              | 2:1           | 1:3              | 1:0         | 2:2         | 2:1        | 2:2 | 1:2                    | 2:1          | 5:1                          | 2:0 |
| 7.      | Górnik Zabrze                    | 1:2 | 0:0                              | 1:3          | 2:3            | 4:0        | 1:0          |               | 0:0              | 4:0         | 1:2         | 0:0        | 3:2 | 3:0                    | 0:0          | 2:0                          | 9:0 |
| 8.      | Polonia Warschau                 | 0:4 | 1:1                              | 1:1          | 0:1            | 2:2        | 2:0          | 1:1           |                  | 1:0         | 3:1         | 0:0        | 2:1 | 2:1                    | 2:1          | 2:1                          | 2:1 |
| 9.      | Widzew Łódź                      | 2:4 | 0:2                              | 2:0          | 1:3            | 0:0        | 1:1          | 1:0           | 3:2              |             | 1:0         | 2:2        | 2:0 | 1:0                    | 2:0          | 2:1                          | 1:1 |
| 10.     | Wisła Płock                      | 0:3 | 1:0                              | 1:1          | 0:2            | 0:1        | 0:1          | 0:0           | 0:1              | 3:2         |             | 0:0        | 2:0 | 2:1                    | 2:0          | 2:0                          | 2:1 |
| 11.     | Lech Posen                       | 2:4 | 2:3                              | 0:1          | 0:0            | 2:3        | 0:0          | 3:1           | 4:1              | 2:1         | 2:2         |            | 0:0 | 2:2                    | 0:0          | 2:0                          | 6:0 |
| 12.     | Zagłębie Lubin                   | 1:4 | 1:2                              | 2:0          | 1:3            | 0:1        | 1:1          | 1:1           | 3:1              | 0:0         | 1:1         | 1:1        |     | 0:0                    | 2:1          | 2:0                          | 5:0 |
| 13.     | Szczakowianka Jaworzno           | 1:1 | 2:4                              | 0:1          | 1:1            | 2:3        | 2:2          | 1:1           | 3:1              | 1:0         | 2:0         | 1:2        | 1:2 |                        | 6:2          | 3:1                          | 2:1 |
| 14.     | Ruch Chorzów                     | 0:3 | 1:1                              | 2:0          | 1:0            | 0:1        | 1:0          | 0:0           | 0:0              | 1:2         | 0:0         | 1:0        | 0:3 | 1:1                    |              | 1:1                          | 3:0 |
| 15.     | KSZO Ostrowiec Świętokrzyski     | 0:1 | 1:3                              | 0:3          | 1:1            | 2:1        | 0:2          | 1:2           | 2:1              | 0:0         | 0:2         | 1:3        | 1:0 | 3:1                    | 0:2          |                              | 0:1 |
| 16.     | Pogoń Stettin                    | 0:1 | 1:2                              | 0:0          | 0:4            | 1:7        | 0:4          | 1:3           | 0:2              | 0:1         | 1:4         | 0:1        | 0:1 | 0:1                    | 0:3          | 4:1                          |     |

## Relegation
Die beiden Relegationsspiele zwischen dem Zwölften der 1. Liga und dem Dritten der 2. Liga wurden am 15. Juni und am 21. Juni 2003 ausgetragen, die beiden Relegationsspiele zwischen dem Dreizehnten der 1. Liga und dem Zweiten der 2. Liga wurden am 14. Juni 2003 und 22. Juni 2003 ausgetragen.
| Datum                                                                                 |                | Ergebnis  |                |
| ------------------------------------------------------------------------------------- | -------------- | --------- | -------------- |
| 15. Juni 2003                                                                         | Górnik Łęczna  | 1:0 (1:0) | Zagłębie Lubin |
| 21. Juni 2003                                                                         | Zagłębie Lubin | 1:2 (1:0) | Górnik Łęczna  |
| Gesamt:                                                                               | Górnik Łęczna  | 3:1       | Zagłębie Lubin |
| Damit stieg Zagłębie Lubin in die 2. Liga ab, Górnik Łęczna stieg in die 1. Liga auf. |                |           |                |

| Datum |                           | Ergebnis  |                           |
| --- | ------------------------- | --------- | ------------------------- |
| 14. Juni 2003                                                                                             | Świt Nowy Dwór Mazowiecki | 1:0 (0:0) | Szczakowianka Jaworzno    |
| 22. Juni 2003                                                                                             | Szczakowianka Jaworzno    | 0:3 (0:1) | Świt Nowy Dwór Mazowiecki |
| Gesamt:                                                                                                   | Świt Nowy Dwór Mazowiecki | 4:0       | Szczakowianka Jaworzno    |
| Damit stieg Szczakowianka Jaworzno in die 2. Liga ab, Świt Nowy Dwór Mazowiecki stieg in die 1. Liga auf. |                           |           |                           |

## Torschützenliste
| Pl. | Name                 | Team                                            | Tore |
| --- | -------------------- | ----------------------------------------------- | ---- |
| 01. | Stanko Svitlica      | Legia Warschau                                  | 24   |
| 02. | Maciej Żurawski      | Wisła Krakau                                    | 22   |
| 03. | Marcin Kuźba         | Wisła Krakau                                    | 21   |
| 03. | Andrzej Niedzielan   | Górnik Zabrze, Dyskobolia Grodzisk Wielkopolski | 21   |
| 05. | Jacek Ziarkowski     | Odra Wodzisław Śląski                           | 14   |
| 06. | Michał Chałbiński    | Odra Wodzisław Śląski                           | 13   |
| 07. | Tomasz Dawidowski    | Amica Wronki                                    | 12   |
| 07. | Krzysztof Gajtkowski | GKS Katowice, Lech Posen                        | 12   |
| 09. | Grzegorz Rasiak      | Dyskobolia Grodzisk Wielkopolski                | 10   |
| 09. | Marek Saganowski     | Legia Warschau                                  | 10   |